# SH3GLB2
SH3GLB2‏ (SH3 domain containing GRB2 like, endophilin B2) هوَ بروتين يُشَفر بواسطة جين SH3GLB2 في الإنسان.